# Greenleaf (gruppo musicale)
I Greenleaf sono un gruppo hard rock svedese formatosi a Borlänge tra la fine del 1999 e l'inizio del 2000. Sono stati fondati da Tommi Holappa (Dozer), Daniel Lidén (Demon Cleaner) e Bengt Bäcke (produttore/fonico, Dozer, Demon Cleaner, Lowrider). Nel 2003 Lidén è entrato nei Dozer, facendo sì che 3 dei 4 membri dei Dozer suonassero anche nei Greenleaf. Per questo motivo, il progetto è stato accantonato fino al 2007.
La band ha subito numerosi cambiamenti di formazione nel corso degli anni, con Tommi Holappa come unico membro fisso.

## Discografia

### Album in studio
- 2001 - Revolution Rock
- 2003 - Secret Alphabets
- 2007 - Agents of Ahriman
- 2012 - Nest of Vipers
- 2014 - Trails & Passes
- 2016 - Rise Above The Meadow
- 2018 - Hear the Rivers
- 2021 - Echoes from a Mass

### EP
- 2000 - Greenleaf